# 갈등 이론

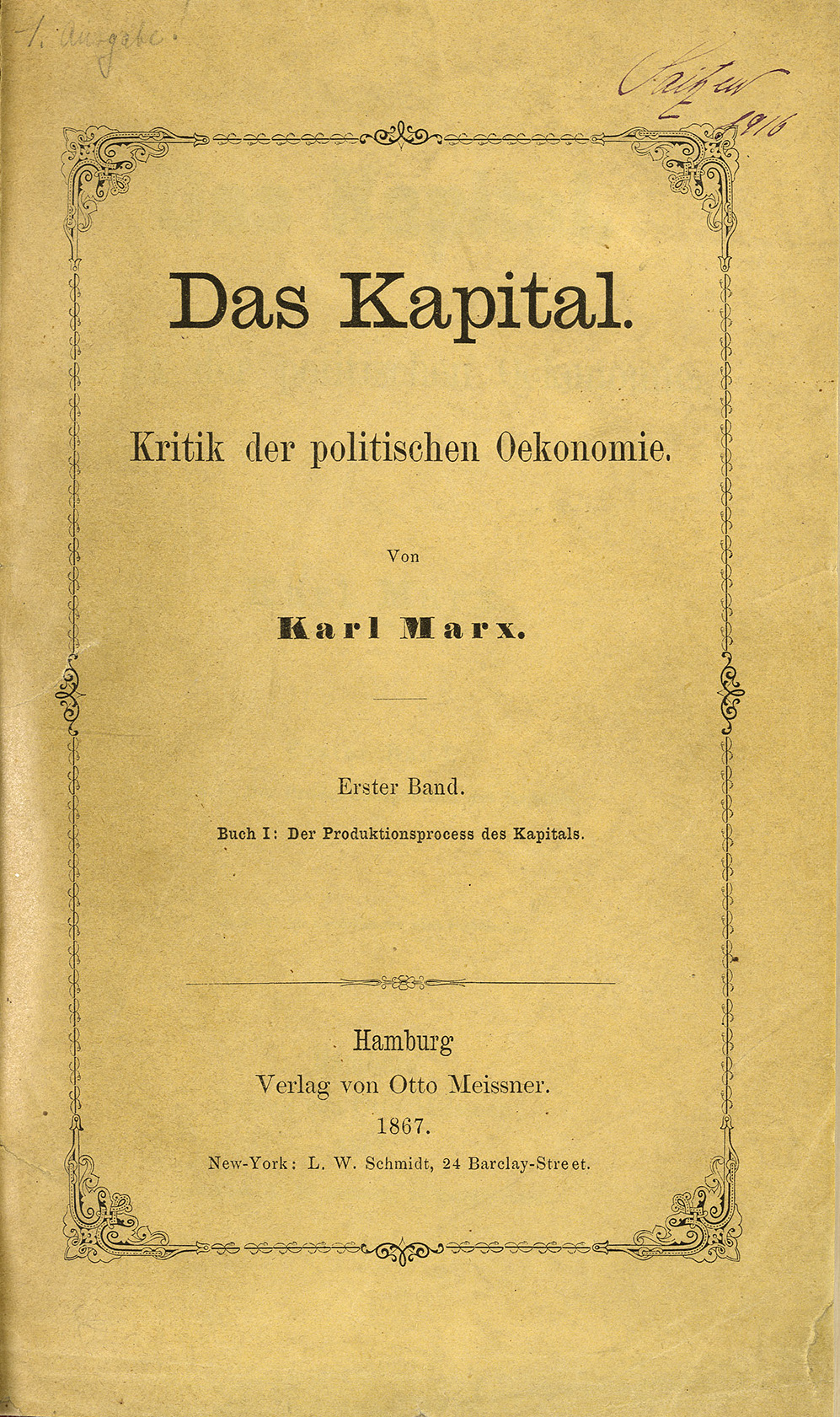
갈등 이론의 핵심적 개념이 드러나는 마르크스의 저서 자본론

갈등 이론은 사회학 분야에서 주요 이론 중 하나로 자리매김하고 있다. 갈등 이론은 사회 내에서 발생하는 갈등, 경쟁, 불균형 관계가 사회 변화와 발전의 원동력이라고 전제한다. 갈등이론에는 경제적 계급갈등에 주목하는 마르크스주의적 갈등이론과, 권력 및 권위의 불평등에 주목하는 베버적 갈등이론이 있다.
갈등이론은 다음과 같은 핵심 개념들에 초점을 맞추고 있다:
1. 사회적 불평등: 사회 내에서 자원과 권력이 불균등하게 배분되어 있으며, 이러한 불평등 구조가 갈등의 주요 원인이 된다는 것이다.
2. 계급 갈등: 사회를 구성하는 다양한 계급 간의 갈등, 특히 자본가 계급과 노동자 계급 간의 대립이 중요한 역할을 한다. 마르크스는 이 계급 갈등을 자본주의 사회의 핵심적 특징으로 간주하였다.
3. 사회 변화와 발전: 갈등이론에 따르면, 갈등은 부정적인 측면만 있는 것이 아니라 사회적 변화와 발전을 촉진하는 중요한 요인이다. 갈등을 통해 사회는 보다 공정하고 평등한 구조로 진화할 수 있다는 것이다.

하지만 갈등이론은 다양한 비판에 직면해왔다. 비판자들은 동 이론이 지나치게 경제적 요인에만 주목하고 있으며, 갈등 외에 사회적 통합과 협력의 역할을 과소평가한다고 지적한다. 또한 모든 사회적 변화를 계급 갈등의 결과로 환원시키는 것은 지나치게 단순화된 해석이라는 비판도 제기되었다.  
그럼에도 불구하고, 갈등이론은 사회 내부의 불평등과 갈등 관계를 이해하고 사회적 변화의 동력을 분석하는 데 있어 유용한 이론적 틀을 제공하고 있다.

## 카를 마르크스의 갈등 이론
마르크스의 갈등이론은 자본주의 사회에서 계급 간 대립이 사회 변화의 원동력이 된다고 주장한다. 
핵심은 다음과 같은 몇 가지 개념으로 구성되어 있다:
1. 경제적 기반구조와 상부구조: 사회의 경제적 기반구조(생산수단과 생산관계)가 상부구조(정치, 법, 문화 등)를 결정짓는다는 개념이다.
2. 계급과 계급투쟁: 마르크스는 자본가 계급과 노동자 계급 간의 대립과 투쟁에 주목하였다. 전자는 생산수단을 소유한 지배계급이며, 후자는 노동력만을 가진 피지배계급이다.
3. 소외(alienation): 노동자들이 자신의 노동과정과 산출물로부터 분리되는 현상을 가리킨다. 이로 인해 노동은 자아실현의 수단이 아닌 단순 생존수단이 된다.
4. 혁명을 통한 발전: 마르크스는 노동자 계급의 혁명을 통해 계급 없는 평등한 사회가 도래할 것이라 예측하였다. 혁명 후에는 생산수단의 공유소유와 능력에 따른 분배 등이 실현될 것이라고 보았다.

마르크스 이론의 공헌은 자본주의 내재된 모순과 착취구조를 규명하고, 계급투쟁을 사회발전의 동력으로 간주했다는 데 있다. 하지만 경제적 요인을 지나치게 강조하고 다른 사회문화적 변수를 간과했다는 비판도 제기되었다.
막스 베버의 갈등이론은 그의 사회학적 분석의 핵심 축을 이루고 있다. 베버는 마르크스와 달리 경제적 요인만이 사회갈등의 원인이라고 간주하지 않았다. 그는 권력, 지위, 명예 등 다양한 요인이 사회 내 갈등을 촉발할 수 있다고 주장하였다. 
베버 이론의 주요 개념들은 다음과 같다:
1. 다원적 갈등원인: 베버는 사회갈등이 경제적 차원뿐만 아니라 권력, 지위, 종교적 신념 등 다양한 차원에서 기인한다고 보았다. 이는 사회 내에 다종다기한 갈등형태가 병존할 수 있음을 의미한다.
2. 합리화 과정: 베버는 서구사회의 합리화 추세를 중요한 이슈로 다뤘다. 그는 근대화가 진행되면서 합리적 조직과 행동양식이 확산되고 전통적 가치관이 약화되고 있다고 파악했으며, 이 과정에서 발생하는 갈등에도 주목하였다.
3. 권력과 지배구조: 베버는 사회관계를 권력관계로 인식하였다. 그는 전통적-카리스마적-합법적 권위 등 세 가지 지배유형을 구분하고, 이러한 권위체계에 기반한 지배구조가 형성된다고 보았다.
4. 가치갈등: 베버는 다양한 가치관과 신념체계의 충돌에서 비롯되는 사회갈등에도 주목하였다. 그는 현대사회에 다원적 가치관이 공존하며 이러한 차이가 갈등의 원천이 될 수 있다고 인식하였다.

요컨대 베버의 갈등이론은 마르크스와 달리 다원적 차원의 갈등원인을 인정하며, 경제적 요인 외에도 다양한 사회문화적 변수에 주목하였다는 특징이 있다. 그의 이론은 사회학뿐 아니라 정치, 경제, 종교 등 제 분야에 광범위한 영향을 미쳤다.
게오르크 짐멜은 독일의 대표적인 사회학자이자 철학자로, 현대 사회학의 선구자 중 한 명으로 평가받는다. 
그의 주요 업적과 이론적 기여는 다음과 같다:
1. 사회적 상호작용 강조: 짐멜은 개인 간 상호작용을 사회를 구성하는 기본단위로 간주하고, 다양한 상호작용 양태를 고찰하여 이것이 사회구조와 문화를 형성하는 과정을 탐구하였다.
2. 사회적 형태(social forms) 개념: 짐멜은 상호작용의 패턴화된 양식을 '사회적 형태'로 개념화하고, 이것이 어떻게 사회적 관계와 구조를 형성하는지 분석하였다. 예컨대 도시생활, 패션, 화폐 등의 주제를 통해 당대 사회의 사회적 형태를 규명하고자 하였다.
3. 개인-사회 관계 탐구: 짐멜은 현대사회에서 개인의 자유와 사회적 구속의 동시 작용, 개인성의 사회적 형성과정 등 개인과 사회의 복잡다단한 관계에 주목하였다.
4. 이중성과 갈등 요소 강조: 짐멜은 사회적 관계와 형태에 내재된 이중성과 갈등요소에 착목하였다. 즉 상호작용에는 협력과 갈등, 근접과 소원, 자유와 구속 원리가 병존한다고 보았다.

짐멜의 이론과 개념들은 사회학을 비롯하여 문화연구, 도시연구, 경제사회학 등 다양한 분야에 지대한 영향을 미쳤다. 그의 독특한 시각은 현대사회의 복합성과 다양성을 이해하는 데 크게 기여하였다고 평가된다.

## 같이 보기
- 기능주의